# Achille Locatelli
Achille Locatelli (Seregno, Milão, Itália, 15 de março de 1856 – Roma, 5 de abril de 1935) foi um Cardeal católico e diplomata da Santa Sé. Foi núncio apostólico na Argentina, Paraguai, Uruguai, Bélgica e Luxemburgo, e em Portugal. 
Foi elevado a Cardeal em 1922 pelo Papa Pio XI.